# Narathura agamemnon
Narathura agamemnon är en fjärilsart som beskrevs av Corbet 1941. Narathura agamemnon ingår i släktet Narathura och familjen juvelvingar. Inga underarter finns listade i Catalogue of Life.